# Димче Цветанов
Димче Цветанов е български революционер, деец на Вътрешната македоно-одринска революционна организация.

## Биография
Димче Цветанов е роден през 1878 година в град Скопие, тогава в Османската империя. Присъдинява се към ВМОРО и е ръководител на Скопския градски революционен комитет. Става четник в четата на Васил Аджаларски, но е убит. Загива в сражение при Къркля на 8 октомври 1906 година.